# Cristóbal de Garay y Saavedra
Cristóbal de Garay Saavedra (Santa Fe, gobernación del Río de la Plata y del Paraguay, ca. 1600-Córdoba, gobernación del Tucumán, 1673) fue un militar, funcionario y gobernante colonial en el Virreinato del Perú de mediados del siglo XVII.

## Biografía

### Origen familiar y primeros años
Fueron sus padres Juan de Garay y Becerra, teniente de gobernador de Santa Fe, y Juana de Saavedra y Sanabria. A su vez, fue nieto de Juan de Garay, fundador de Buenos Aires. Era criollo, sus cuatro abuelos eran españoles (Isabel de Becerra, Martín Suárez de Toledo y María de Sanabria)
Llegó a ser maestre de campo general y heredó de su padre las tierras de Nuestra Señora del Carmen de Nogoyá. Fue nombrado teniente de gobernador de Santa Fe desde 1637 hasta 1640.

### Sucesivo gobernador del Paraguay y del Tucumán
Fue nombrado gobernador del Paraguay, el 26 de julio de 1653, reemplazando a Andrés de León Garabito. Su gobierno se caracterizó por mantener el orden y progreso de su provincia, a pesar de sufrir ataques por parte de los aborígenes mbayaes. Lideró una expedición con españoles y guaraníes para combatir a los indígenas que atacaban su territorio y con esto logró la paz por mucho tiempo.
En noviembre de 1656 fue nombrado gobernador del Tucumán, cargo en el que se mantuvo hasta marzo de 1657.

### Electo alcalde de Córdoba y fallecimiento
Fue elegido alcalde ordinario de primer voto de la ciudad de Córdoba de la gobernación del Tucumán, y ocupando su puesto, finalmente el general Cristóbal de Garay y Saavedra falleció en el año 1673.

## Matrimonio y descendencia
Se matrimonió el 3 de septiembre de 1649 con Antonia de Cabrera y Villarroel, la cuarta hija de Pedro Luis de Cabrera y Martel y de Catalina de Villarroel Maldonado, y por lo tanto, nieta de Jerónimo Luis de Cabrera, fundador de Córdoba y Diego de Villarroel, fundador de San Miguel de Tucumán. Este matrimonio no tuvo descendencia.